# Francesc Costa i Carrera
Francesc Costa i Carrera (Barcelona, 11 de febrer de 1891 - 16 de setembre de 1959) va ser un violinista i professor de música català.
Fill de Francesc Costa i Cots, natural de Fornells de la Selva, i de Ventura Carrera i Serradell, de La Pobla de Segur, va créixer a la Plaça de Tetuan de Barcelona, on el seu pare hi tenia una vaqueria i un local de begudes.
Tot i que el seu pare volia que fos arquitecte, va començar a estudiar música de ben petit, primer a l'Escola Municipal de Cecs i després a l'Escola Municipal de Música de Barcelona. L'any 1908 va guanyar una beca de l'Ajuntament de Barcelona per continuar els seus estudis de violí al Conservatori de Brussel·les.
Després de realitzar diversos concerts per Europa, Àfrica i Amèrica retornà a Barcelona en esclatar la Primera Guerra Mundial. A part de la seva activitat com a concertista, va començar a exercir com a professor de violí durant la dècada dels anys 20.
Va ser un figura molt popular de la vida musical i artística catalana, i foren molts els pintors i escultors que el retrataren (Anglada-Camarasa, Pau Gargallo, Ramon Casas, Miquel Farré i Albagés, Ricard Opisso, Ramon Llisas, etc.). També era un dels membres de La Colla, un grup d’artistes i intel·lectuals format, entre d'altres, per Frederic Mompou, Eduard Toldrà, Olga Sacharoff o Otho Lloyd.
Va realitzar el seu últim concert l'agost de 1958 als jardins de l'Orfeó Vigatà. Morí un any després a causa d'una malaltia hepàtica.